# 東洋信用金庫
東洋信用金庫（とうようしんようきんこ）は、大阪市淀川区に本店があった信用金庫。

## 概要
尾上縫による3240億円（預金高を上回る）架空預金証書事件の影響で経営破綻し、1992年（平成4年）10月1日に三和銀行（現三菱UFJ銀行）に吸収合併され、店舗の多くは他の信用金庫等に譲渡された。預金保険機構の発動による破綻処理としては、東邦相互銀行（1992年4月伊予銀行が救済合併）に次いで2件目であり、合併時に預金保険機構より200億円の金銭贈与を受けた。
解散前の店舗数は30、統一金融機関コードは1658、預金高は3,042億25百万円（1992年3月）であった。なお、旧本店営業部の建物（大阪市淀川区宮原5-1-24）は大阪信用金庫新大阪支店となったのち、現在はNLC新御堂ビル(貸ビル)となっている。

## 沿革
- 1952年（昭和27年）9月1日 中小企業等協同組合法により、三徳信用組合として設立
- 1969年（昭和44年）8月1日 金融機関の合併及び転換に関する法律に基づき、信用金庫法による信用金庫に転換し、東洋信用金庫と改称
- 1981年（昭和56年）10月1日 福利信用金庫を吸収合併（新金庫名は、東洋信用金庫）
- 1992年（平成4年）10月1日 三和銀行に吸収合併され、消滅